# The Aggrovators
The Aggrovators (también llamados Aggravators o Agrovators) fue una banda de estudio de música reggae y dub de la década de 1970 y de la de 1980, siendo una de las principales bandas de músicos de sesión del productor discográfico Bunny Lee. La composición de la banda variaba, aunque Lee usaba el nombre para cualquier grupo que utilizara. El nombre de la banda derivó de una tienda de discos que había abierto Lee a finales de la década de 1960. Varios miembros de la banda se harían un nombre en el reggae posteriormente. Leyendas como Jackie Mittoo, Sly and Robbie, Tommy McCook o Aston Barret estuvieron ligados al grupo. Otros miembros regulares fueron  Carlton "Santa" Davis, Earl "Chinna" Smith, Ansel Collins, Bernard "Touter" Harvey, Tony Chin, Bobby Ellis, y Vin Gordon. La banda grabó la producción más popular de Lee en la década de 1970, grabando con el nombre The Aggrovators los instrumentales de las caras B de los sencillos de Lee, que eran generalmente mezclados por King Tubby.

## Discografía

### Álbumes
- 1975 - Shalom Dub (King Tubby & The Aggrovators)
- 1975 - Brass Rockers (Tommy McCook & The Aggravators)
- 1975 - Cookin (Tommy McCook & The Aggrovators)
- 1975 - King Tubby Meets The Aggrovators At Dub Station (Tommy McCook & The Aggrovators)
- 1975 - Show Case (Tommy McCook & The Aggrovators)
- 1976 - Rasta Dub 76
- 1976 - Reggae Stones Dub
- 1977 - Kaya Dub
- 1977 - Aggrovators Meets The Revolutioners At Channel One Studios
- 1977 - Disco Rockers (Tommy McCook & The Aggrovators) (alias Hot Lava)
- 1978 - Guerilla Dub (The Aggrovators & The Revolutionaries)
- 1978 - Jammies In Lion Dub Style
- 1979 - Rockers Almighty Dub (The Aggrovators & The Revolutionaries)
- 197X - Presents Super Dub Disco Style (Bunny Lee & The Aggrovators)
- 1982 - Dubbing In The Back Yard (King Tubby & The Aggrovators)
- 1983 - Scientist Presents Neville Brown With The Aggrovators At Channel One

### Compilaciones
- 1975-77 - Bionic Dub (The Aggrovators & King Tubby & Bunny Lee)
- 197X - Bunny Lee Meets King Tubby & Aggrovators
- 1973-77 - Creation Dub (The Aggrovators & King Tubby)
- 1974-76 - Dub Jackpot (The Aggrovators & King Tubby)
- 1975-76 - Dub Justice
- 1975-79 - Dub Gone Crazy (The Aggrovators & King Tubby)
- 1973-78 - Dubbing It Studio 1 Style
- 1975-77 - Foundation Of Dub (King Tubby & The Aggrovators)
- 197X - Instrumental Reggae (The Aggrovators featuring Bobby Ellis & Tommy McCook)
- 1975-76 - Johnny In The Echo Chamber
- 1973-77 - Straight To I Roy Head (Bunny Lee & King Tubby & The Aggrovators)